# Acyloine
| Acyloine |
| |
| Strukturformel von Acyloinen mit der charakteristischen α-Hydroxyketogruppe (blau markiert). Die Reste R1 und R2 sind Organyl-Reste (Alkyl-Reste, Aryl-Reste, Aklylaryl-Reste etc.); gestrichelt gezeichnet ist die Wasserstoffbrückenbindung zwischen dem Carbonyl-Sauerstoffatom und dem Wasserstoffatom der Hydroxygruppe. |

Acyloine sind eine Verbindungsklasse der organischen Chemie, die an benachbarten Kohlenstoffatomen eine Ketogruppe und eine Hydroxygruppe besitzen. Es handelt sich also um α-Hydroxyketone. Sie sind also die aliphatischen Analoga und eine Sonderform der Benzoine, bei denen beide Reste R1 und R2 Arylreste (z. B. Phenylreste) sind. Acyloine bilden intramolekulare Wasserstoffbrücken.

## Nomenklatur
Der Begriff „Acyloin“ wird üblicherweise als Klassenname für die symmetrischen Ketoalkohole verwendet, und der Name der einzelnen Verbindung wird durch Anhängen des Sufix oin an den Stammnamen der Säure, der dem Acyloin entspricht, abgeleitet, z. B. Acetoin, Propionoin, Butyroin, Pivaloin usw.

## Vorkommen
Acyloine kommen natürlich in einigen Nahrungs- und Genussmitteln (wie Sherry) vor.

## Gewinnung und Darstellung
Synthetisch sind Acyloine durch eine Acyloin-Kondensation, also durch Einwirkung von Natrium oder Kalium auf Fettsäureester in Diethylether oder Benzol, zugänglich. Aromatische Acyloine können durch eine Benzoin-Addition dargestellt werden. Weiterhin bietet die Rubottom-Oxidation die Möglichkeit, aus Silylethern von Enolen Acyloine darzustellen. Auch die Oxidation von Ketonenolaten und weitere Verfahren sind bekannt.

## Eigenschaften und Reaktionen
Viele Oxidationsmittel wandeln Acyloine in α-Diketone um. Im Alkalischen bilden Acyloine Endiolatanionen, die reduzierend wirken (z. B. auf Fehlingsche Lösung) und dabei zu 1,2-Diketonen oxidiert werden. Durch Reduktion von Acyloinen erhält man vicinale Diole.

## Verwendung
Acyloine werden als Zwischenprodukt zur Synthese von verschiedenen Naturstoffen (zum Beispiel Ephedrin) verwendet werden.